# Giorgio Gori
Giorgio Gori, né le 24 mars 1960 à Bergame, est un journaliste, producteur de télévision et homme politique italien, maire de Bergame depuis le 10 juin 2014 et élu député européen en 2024 sur la liste du Parti Démocrate. Il est le fondateur de la société de production télévisuelle Magnolia et a été directeur de Canale 5 et Italia 1.

## Biographie
Giorgio Gori étudie au lycée classique « Paolo Sarpi » de Bergame, où il participe au groupe étudiant laïc et réformateur « Azione e Libertà » opposé au « Collectif de gauche ». Durant cette période, il rejoint également les Collectifs d'étudiants socialistes (CSS), proches du Parti socialiste italien, confirmant son identification aux valeurs de la gauche réformiste, dans des années où la controverse avec le parti communiste était forte.
A 18 ans, il commence à collaborer avec le Giornale di Bergamo, puis avec BergamoTV, puis avec Radio Bergamo dirigée à l'époque par Vittorio Feltri, puis avec L'Eco di Bergamo et enfin avec Bergamo-oggi. Entre-temps, il est diplômé en architecture à l'École polytechnique de Milan.
Le 25 novembre 2011, il reçoit la citoyenneté d'honneur de Frigento (dans la province d'Avellino) : en 1980, en effet, il faisait partie du groupe de jeunes volontaires de Bergame arrivés à Irpinia dans les jours qui ont immédiatement suivi le tremblement de terre dévastateur.

### Carrière politique
Il est élu maire de Bergame en 2014. Il est producteur de télévision.
En 2024, il se présente aux élections européennes sur la liste du Parti Démocrate et est élu député européen le 9 juin,.

### Vie privée
Après un premier mariage à l'âge de 25 ans, il épouse une seconde fois en 1995 la journaliste et présentatrice de télévision Cristina Parodi avec qui il a trois enfants : Benedetta (1996), Alessandro (1997) et Angelica (2001),. Silvio Berlusconi s'est déclaré "l'architecte de leur mariage", mais cette déclaration a été démentie par Gori lui-même dans une longue interview accordée au lendemain des primaires pour les élections locales de 2014 à Bergame.